# مصقلة
مَصْقَلَةُ أو مسقلة (بالإيطالية: Mascali ماسكالي)‏ هي مدينة صغيرة تقع في مقاطعة قطانية في صقلية في إيطاليا .

## السكان
في سنة 1861 بلغ عدد السكان 3٬618 نسمة، وتطور العدد ليصل في سنة 2011 لـ 13٬792 نسمة.
يظهر هذا المخطط البياني تطور النمو السكاني لـ مصقلة